# Edge (杂志)
《Edge》是由英国Future plc出版的多格式的电子游戏杂志。其以行业人脉关系、社论立场、独特的匿名第三人称写作风格、年度大奖与长寿而出名。此外杂志亦曾经在英国以外的地方发行过多个版本。

## 历史
杂志由长期担任电子游戏记者的史蒂夫·贾瑞特创办，而之前他已经为未来出版社开办了其他几本杂志。
杂志第一百期的封面作画由宫本茂特别提供。于2009年3月发行的第二百期杂志使用了200种不同的封面，每种封面各纪念了一款游戏；其中199种在市场上正常流通，剩余的一种只供应给独家的订户。每种封面仅印制于200份杂志上，但已足以应对《Edge》28,898份的发行量。
在2003年10月，《Edge》时任主编若昂·的迪尼兹-桑切斯离开了杂志社，随之离开的还有副主编大卫·麦卡锡和其他的特派编辑。在连串离职事件后，《Edge》的主编由在迪尼兹-桑切斯之前担任过主编的托尼·莫特重新担当。唯一留下来的旧团队成员玛格丽特·罗伯逊在2006年代替莫特成为主编。2007年5月罗伯逊从主编上卸任，托尼·莫特第三次担当主编。
在1995年和2002年，《Edge》英国版的部分内容也发表在美国《次世代》杂志上。在2007年，未来的美国子公司，未来美国开始重新在《次时代》的网站发布最近《Edge》的特色内容；随后《Edge》的网站和博客被并入《次世代》网站。在2008年7月，经过两大品牌高层的商议，整个网站被易名到《Edge》的旗下。
自《Edge》发行以来，杂志已经被重新设计了三次。首次于1999年，第二次和第三次分别在2004年和2011年。第一次设计是在原来的基础上增加了杂志宽度。而最新设计的又再度更改了杂志的物理尺寸，并使用了比以前品質更高的纸张。

## 特色
每一期杂志都包括关于特定游戏“制作”的文章，其内容通常包括对原开发商的采访。自第143期起，在职退出了“拓展时间”系列回顾型文章，和“制作”栏目一样，每篇文章都聚焦于一个游戏的事后评价，其会对游戏最有趣或创新性的设定给出深入的解析。由于杂志的重新设计，该栏目已经取消了。
“代码商店”将会检查更多的技术课题，如3D建模程序或物理中间件。而“工作室简介”和“大学简介”则主要是对开发商或出版商，以及高等教育机构游戏相关课程的单页汇总。
虽然每期杂志都印有整体贡献者的名单，但杂志通常不对个人作家的具体的评论和文章署名，而只是以《Edge》杂志做匿名处理。而该做法对杂志的定期专栏作家例外。当前杂志有四个专栏作家：詹姆斯·利奇、兰迪·史密斯、克林特·霍金和Tadgh Kelly。此外，杂志的一些专栏作家开始谈论整个游戏产业，而非专注于具体游戏设计话题。他们是《Trigger Happy》作者史蒂文·普尔，雷·亚历山大和布赖恩·豪，而他们的戏仿章节“你玩错了”在杂志的新设计中开办。
以前的专栏作家包括保罗·罗斯（数字化器的创始人）、世嘉视觉娱乐的名越稔洋、作家蒂姆·盖斯特、N'Gai Croal和游戏开发者杰夫·明特。此外，许多栏目都以化名为“红眼”的形式匿名发表，此外几位日本作家的作品发表在一个称为“关于日本的东西”的普通栏目中。
詹姆斯·哈钦森的漫画《Crashlander》连载于《Edge》的第143期到193期。

## 评分
在约三年之前，《Edge》为11款游戏打了10分满分，这个分数以前被定义为“革命”，其他的得分也有类似的标称。然而在第143期时评分系统变为了一个简单的列表，即“10=十、9=九……”，对于读过许多评分的人来说，他们是不会对评分太认真的。
《Edge》至2014年9月已为17款游戏打了满分；相反，杂志另为只两款游戏打了1分。